# Louis Pélissier (évêque)
Pour les articles homonymes, voir Pélissier.
Louis Pélissier, mort le 15 novembre 1542, est un prélat français du XVIe siècle. Il est le neveu de Guillaume Pélissier, évêque d'Orange.

## Biographie
Louis Pélissier est chantre de la cathédrale d'Orange. Il est coadjuteur de son oncle Guillaume Pélissier, évêque d'Orange, et lui succède en 1527.